# Martina Rost-Roth
Martina Rost-Roth (* 12. April 1956 in Stuttgart) ist eine deutsche Germanistin.

## Leben
Nach der Promotion zum Dr. phil. an der FU Berlin 1987 und Habilitation ebenda 2001 wurde sie 2008 auf den Lehrstuhl (W 3-Professur) für Germanistik/Deutsch als Zweit- und Fremdsprache an der Universität Augsburg berufen. Sie vertrat zuvor Professuren in Chemnitz und Leipzig. Sie arbeitet, in Kooperation mit dem Lehrstuhl in Augsburg, auch für die Virtuelle Hochschule Bayern.

## Schriften (Auswahl)
- Sprechstrategien in „freien Konversationen“. Eine linguistische Untersuchung zu Interaktionen im zweitsprachlichen Unterricht. Tübingen 1989, ISBN 3-87808-717-9.
- Sprachenlernen im direkten Kontakt. Autonomes Tandem in Südtirol. Eine Fallstudie. Meran 1995, ISBN 88-7223-017-9.
- Nachfragen. Formen und Funktionen äußerungsbezogener Interrogationen. Berlin 2006, ISBN 3-11-019115-6.
- (Hg.): DaZ-Spracherwerb und Sprachförderung Deutsch als Zweitsprache. Beiträge aus dem 5. Workshop Kinder mit Migratinshintergrund. Freiburg im Breisgau 2010, ISBN 978-3-12-688012-1.